# Franz Ludwig Jörgens
Franz Ludwig Jörgens (* 16. Januar 1792 in Gütersloh; † 6. Februar 1842 in Hermann (Missouri)) war ein deutscher evangelischer Prediger und Kirchenlieddichter. Bekanntheit erlangte insbesondere sein Lied „Wo findet die Seele die Heimat der Ruh“ (1827).

## Leben
Geboren als Sohn eines Gastwirts und Kaufmanns, absolvierte Jörgens zunächst selbst eine Kaufmannslehre in Bielefeld. 1815–17 studierte er in Göttingen, 1817–18 in Berlin Theologie. Da er sich hierbei „einem unmäßigen Leben ergeben hatte“ und mit den Behörden in Konflikt gekommen war, wanderte er 1821 auf Drängen seiner Familie nach Nordamerika aus, wo er zehn Jahre als Reiseprediger wirkte und geistliche Lieder zu dichten begann.
Als er sich auch dort Vorwürfen ausgesetzt sah, „die seinen sittlichen Charakter auf’s Stärkste compromittirten“, kehrte Jörgens 1831 nach Deutschland zurück und ließ sich zuerst im Kreis Tecklenburg, dann im Wuppertal nieder. Hier machte er sich bald einen Namen als großer Erweckungsprediger, der mit seiner an amerikanisch-methodistischen Vorbildern geschulten, emotionalen und anekdotenreichen Rhetorik zahlreiche Anhänger und Verehrer um sich sammelte. Sowohl lutherische als auch reformierte Pfarrer stellten ihm ihre Kanzeln zur Verfügung; 1832 und 1833 versuchte ein Teil der lutherischen Gemeinde in Elberfeld zweimal, ihm eine feste Anstellung als dritter Prediger zu verschaffen, allerdings vergeblich. Während dieser Zeit veröffentlichte Jörgens auch seine in Amerika und Deutschland gedichteten geistlichen Lieder in zwei Bänden unter dem Titel Zeiten der Erquickung von dem Angesichte des Herrn.
Jörgens’ Erfolgszeit endete abrupt, als seine Homosexualität bekannt wurde: Junge Männer traten mit entsprechenden „Enthüllungen“ hervor, möglicherweise wurde er auch „bei einer abscheulichen Handlung überrascht“. Sofort verlor er seine Anhängerschaft und verließ das Wuppertal. Er zog nach Westfalen, geriet auch dort wieder mit dem Gesetz in Konflikt und wurde 1834 in Hamm „wegen Unterschlagung mildthätiger Gaben und unsittlicher Handlungen“ zu einer mehrjährigen Zuchthausstrafe verurteilt.
Nach seiner Entlassung wandte sich Jörgens 1838 erneut nach Amerika. Er fand 1841 eine Anstellung als Pastor in der wenige Jahre zuvor gegründeten Stadt Hermann (Missouri), verfiel aber „wieder in seine alten Sünden“ und wurde dafür geteert und gefedert. In einem sechs Meilen von der Stadt entfernten Wald schnitt er sich die Pulsadern auf und wurde später von einem Jäger tot aufgefunden.

## Veröffentlichungen
- Zeiten der Erquickung von dem Angesichte des Herrn. Lieder niedergeschrieben in den Jahren 1824–1831. Hassel, Barmen 1832. [140 Seiten, 52 Lieder]
  - 12 Lieder daraus auch in Albert Knapp: Evangelischer Liederschatz für Kirche und Haus. Eine Sammlung geistlicher Lieder aus allen christlichen Jahrhunderten, gesammelt und nach den Bedürfnissen unserer Zeit bearbeitet. 2 Bände. Cotta, Stuttgart/Tübingen 1837. (Digitalisat: Nr. 76, 120, 1727, 1736, 1834, 1902, 2069, 2073, 2219, 2237, 2254, 2407)
- Zeiten der Erquickung von dem Angesichte des Herrn. Lieder niedergeschrieben in den Jahren 1824–1832. Zweites Bändchen. Hassel, Elberfeld 1833. [136 Seiten, 56 Lieder]
- Bericht, über die Entstehung und Ausbreitung der Mäßigkeits-Gesellschaften in Nordamerika. In: Der Menschenfreund 9 (1833), Heft 2, S. 25–28. (Digitalisat)

## „Wo findet die Seele die Heimat der Ruh“
Jörgens’ bekanntestes Lied erschien mit dem Entstehungsvermerk „Montreal, den 27. Mai 1827“ in Band 2 seiner Zeiten der Erquickung von dem Angesichte des Herrn (1833). Textlich und melodisch ist es an das amerikanische Home, Sweet Home (1823) von John Howard Payne und Henry Rowley Bishop angelehnt, dessen diesseitigen Heimatbegriff es auf das Jenseits überträgt:
   [1.] Wo findet die Seele die Heimat der Ruh?

Wer deckt sie mit schützenden Fittigen zu?

Ach, bietet die Welt keine Freistatt mir an,

wo Sünde nicht kommen, nicht anfechten kann?

Nein, nein, nein, nein, hier ist sie nicht:

die Heimat der Seele ist droben im Licht!
   2. Verlasse die Erde, die Heimat zu sehn,

die Heimat der Seele, so herrlich, so schön!

Jerusalem droben, von Golde gebaut,

ist dieses die Heimat der Seele, der Braut?

Ja, ja, ja, ja, dieses allein

kann Ruhplatz und Heimat der Seele nur sein.
   3. Wie selig die Ruhe bei Jesu im Licht!

Tod, Sünde und Schmerzen, die kennt man dort nicht.

Das Rauschen der Harfen, der liebliche Klang,

bewillkommt die Seelen mit süßem Gesang.

Ruh, Ruh, Ruh, Ruh, himmlische Ruh

im Schoße des Mittlers, ich eile dir zu!
Ein zeitgenössischer Rezensent lobte Jörgens’ Lieder als „die freien unbefangenen Ergüsse einer frommen Seele, in welcher der Geist Jesu als ein lebendiger sich ausspricht“, ein anderer kritisierte sie als „poetische Ueberschwemmung“; das Lied „Wo findet die Seele“ wurde von keinem der beiden besonders hervorgehoben.
Nach Jörgens’ „Fall“ bemühte man sich zunächst, die Erinnerung an ihn zu tilgen: „Seine Gedichte flogen überall in’s Feuer oder wurden Maculatur“. In den 1840er Jahren erlangte „Wo findet die Seele“ – als einziges seiner Lieder – jedoch wieder zunehmende Beliebtheit; ab den 1850er Jahren wurde es in etliche Gesangbücher aufgenommen, oft ohne Nennung des Verfassernamens und mit Hinzufügung weiterer Strophen unbekannter Herkunft.
Für die bis heute anhaltende Bekanntheit des Liedes sorgte nicht zuletzt seine Aufnahme in die Reichs-Lieder, das auflagenstarke Gesangbuch der Gemeinschaftsbewegung; hier wurde – wie bereits in einigen früheren Abdrucken – die erste Zeile leicht verändert („die Heimat, die Ruh“), und die ursprünglichen drei Strophen sind durch folgende vierte ergänzt:
4. Bei aller Verwirrung und Klage allhier

ist mir, o mein Heiland, so wohl doch bei dir!

Wohl bin ich im Kreise der Deinen zu Haus,

doch streck ich mit ihnen nach droben mich aus.

Heim, heim, heim, heim, ja, ach, nur heim!

So komm, o mein Heiland, und hole mich heim!
Im 20. Jahrhundert wurde dem Lied – insbesondere von landeskirchlicher Seite – zunehmend Sentimentalität vorgeworfen; wo noch etwas vom Leben des Verfassers bekannt war, wurde es gelegentlich auch aus diesem Grund abgelehnt. Der Frankfurter Pfarrer Wilhelm Lueken bezeichnete es 1930 als „bedenkliche Wucherpflanze“, „die es rücksichtslos auszurotten gilt“; sein Berliner Kollege Curt Horn geißelte es zwei Jahre später als „niederträchtige[n] Schmarren“ und „verlogenen Unfug“, „von genau demselben traurigen Charakter wie sein Dichter“. In das Gesangbuch der Brüderbewegung, die Kleine Sammlung geistlicher Lieder, wurde es 1936 noch neu aufgenommen, aber 1959/61 wieder entfernt, weil „der Verfasser dieses an sich schönen Liedes in seinen letzten Lebensjahren einen derartig bösen Lebenswandel geführt haben [soll], daß er selbst von der Welt geächtet und ausgestoßen wurde. Sein Ende soll entsprechend gewesen sein. […] In neuen Liederbüchern anderer Kreise ist es deshalb auch nicht mehr vorhanden.“